# 甘小文

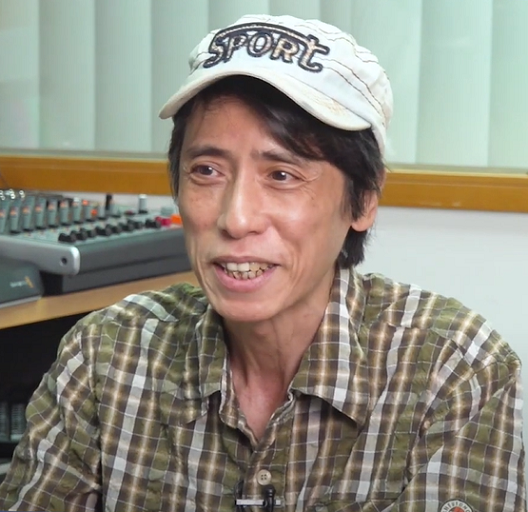
甘小文肖像

甘小文（原名甘健文，1962年— ），香港漫畫家，作品以搞笑題材為主。

## 簡歷
甘小文曾就讀昔日位於九龍大坑東桃源街的親國右派學校培華中學，讀至中二時因無心向學、成績欠佳而被逼輟學，16歲便到出版社當助理。到19歲時，他轉到黃玉郎旗下的玉郎機構當漫畫助理，兩年後已升任為《玉郎漫畫》內《太公報》的主筆；其後，他又為不同的漫畫社工作，作品計有自由人出版的《笑王》、文化傳信的《一本大便》及天下出版社的《廁文化》等。由於其作品風格「抵死啜核」，創造的經典角色（例如：黑鬼德、四方果、矇眼堅、哨牙珍、肥婆四等）和對白（例如：「柑、蕉、桔、李、碌柚」，「雁、鷲、鵰、狸、獅、狒」等）亦十分搞笑，故大受讀者歡迎。
1997年，甘小文開始自資出版漫畫《至GOAL無敵》，共54期。

## 筆名來歷
在16歲入行時，他本以「甘大文」筆名；到後來開始做《太公報》的主筆時，由於覺得「甘大文」這名字不好，所以改為「甘小文」。

## 创业
甘小文於旺角信和中心开设的「至GoalClub」漫畫专门店，主要为售買各類漫畫、漫畫精品，買賣二手漫畫，並提供訂購、補購漫畫服務。

## 轶事
在淘大工业村迷你仓大火事件中，其原稿、舊漫畫、黑膠碟等珍藏化作飛灰，心情跌到谷底，並表示「貨燒了算，希望兩位昏迷的消防員沒事」。
深水埗西九龍中心商場外牆自2020年8月起掛出6幅大型畫作，來自好友林祥焜設計的「GOODGIRL」系列，以性感少女為主題，印上「放肆」、「不忘初心」和「好時光」等標語。其後深水埗區議員劉佩玉接獲家長投訴，指廣告中的少女衣著暴露，認為意識不良。後來，商場在2020年10月25日凌晨換畫，在原本掛上林祥焜作品的位置掛上甘小文3幅筆下的「肥婆四」、「哨牙珍」及「女版祥焜」作品。26日凌晨，再掛上其中3幅林祥焜「GOODGIRL」系列作品，即商場外牆合計有6幅畫作，甘及林各佔3幅。

## 作品

### 漫畫
- 熱血少年週刊
- 魔君
- 飛天三傻
- 歷劫奇人
- 鬼故事
- 武林小子
- 太公報
- 小文經典
- 小文周周刊
- 四格畫王
- 畫王
- 笑王
- 一本大便
- 情失禁
- 廁文化
- 癲9集團
- 至GOAL无敌
- 火武耀揚（攪笑版）
- 九彩至GOAL无敌
- 笑能死
- 笑夠死
- 大吉利是
- 深水泰山
- 黑金剛
- 黃飛鴻笑傳
- 一急踎低
- 百萬褲窿
- 沉淪記
- 尿是故鄉黃
- 無尿道
- 鐵柑桔
- 變種校工
- 廿二世紀隊人兩鑊
- 筲箕變
- 西關大便
- goal station
- 小流文
- 大神們的武林
- 奔走行

### 動畫
- 蛋散與豬扒 ( VCD )

### 主唱歌曲
- 深水泰山

### 電腦遊戲
- 深水泰山

### 電台廣播劇
- 雷霆 881 馬路之友加油劇場之《車神傳說》廣播劇 (客串飾演深水泰山)

## 外部連結
- 甘員外小文
- 至GoalClub（页面存档备份，存于）